# Бобслей

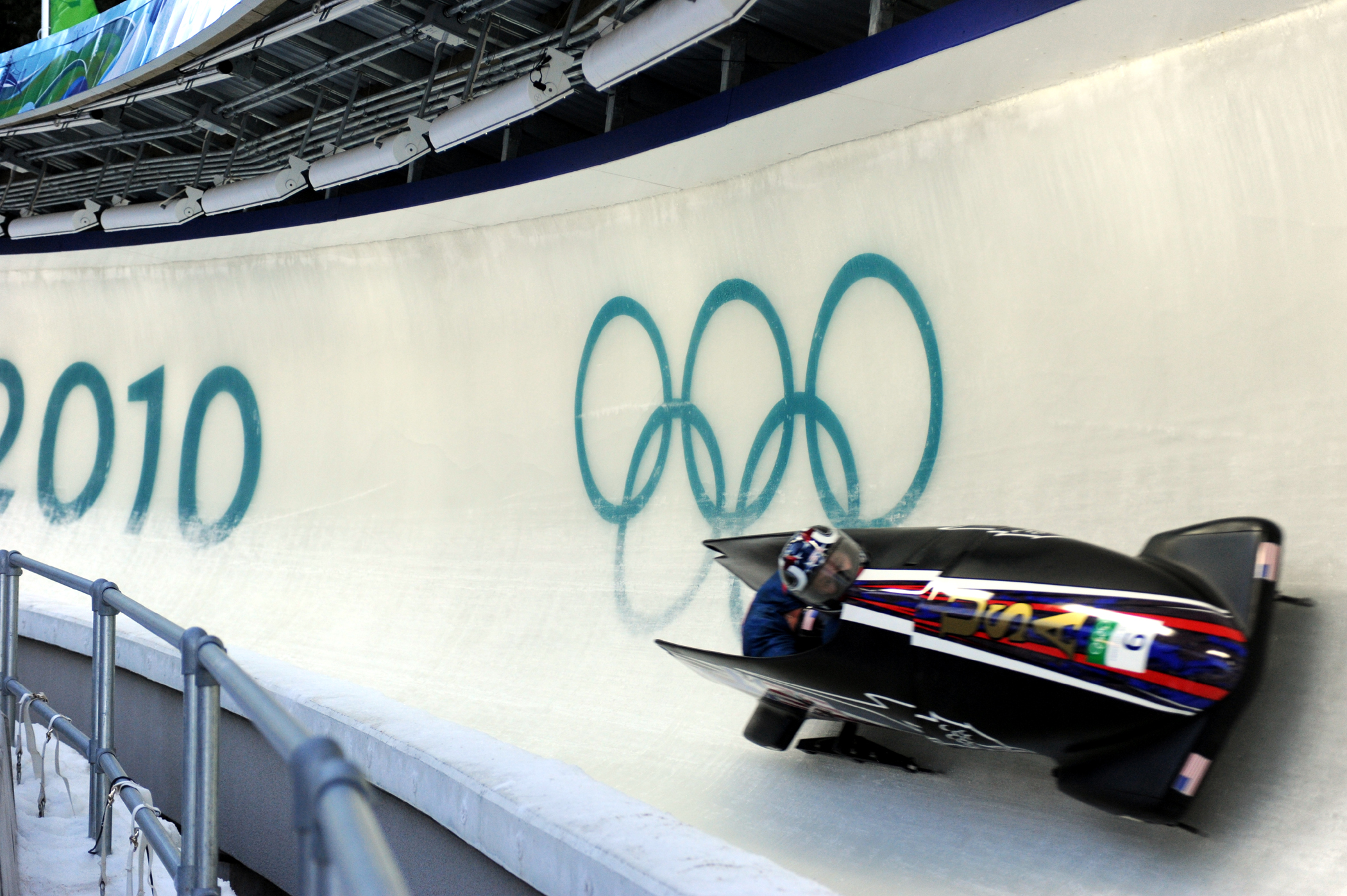
Бобслейный экипаж США, на Олимпийских играх 2010

Бобсле́й — зимний олимпийский вид спорта, представляющий собой скоростной спуск с гор по специально оборудованным ледовым трассам на управляемых санях — бобах.

## История
Родиной бобслея является Швейцария. Здесь в 1888 году английский турист Уилсон Смит соединил между собой двое саней с доской и использовал их для путешествия из Санкт-Морица в расположенную несколько ниже Челерину.
Там же, в Санкт-Морице, в конце XIX в. был организован первый в мире бобслейный спортивный клуб, где были разработаны основные правила соревнований в этом виде спорта, причем экипаж саней тогда состоял из пяти человек — трех мужчин и двух женщин. В дальнейшем количество членов экипажа бобслейных саней менялось — два, четыре, пять, а иногда и восемь человек.
Бобслей получил распространение в ряде стран Европы, где стали проводиться соревнования, а затем и национальные чемпионаты по этому виду спорта. В Австрии они проводятся с 1908 года, а в Германии — с 1910 года.

### Бобслей в СССР
После зимней Олимпиады 1980 года в Лейк-Плэсиде, на которых сборная СССР уступила в командном зачёте сборной ГДР, советское руководство обратило внимание на развитие видов спорта, которые ранее в стране не культивировались, в том числе бобслея. Поручение разработать бобслейные сани было дано передовому латвийскому производственному объединению ВЭФ. По распоряжению его генерального директора О. К. Ленёва был создан коллектив инженеров ПО ВЭФ в составе начальника машиноремонтного цеха Хария Шванкса, конструктора Ивара Янсона, специалиста по пластмассам Улдиса Мигланса, механиков Яниса Аколова и Арвида Миезиса. Экспериментальной группой руководил директор спортивного клуба ВЭФ Евгений Кисиелс. Уже в январе 1981 года рижский боб вышел на чемпионат Европы в австрийском Игльсе, а на чемпионате мира того же года экипаж в составе Яниса Кипурса и Айвара Шнепста занял 9-е место. В 1982 году он стал четвёртым на Кубке Велтина. После этого экспериментальная группа по предложению тренера сборной саночников Роланда Упатниекса сконструировала боб монолитной конструкции, а не сборный из 2 частей, придав ему форму ракеты. Это уменьшило лобовое сопротивление конструкции и увеличило скорость. На первых же международных соревнованиях 1983 года «русская ракета», как прозвали латвийский боб на Западе, с экипажем Кипурс — Шнепст заняла второе место. Это положило начало бурному развитию бобслея в СССР.
На Олимпиаде 1984 года в Сараево экипаж Зинтиса Экманиса и Владимира Александрова получил бронзовую медаль.
После этого разработки бобов начались по всему Советскому Союзу, в то время как на ВЭФе количество выпущенных снарядов перевалило за сотню.
В олимпийском Калгари латыш Янис Кипурс вместе с русским спортсменом Владимиром Козловым принесли Советскому Союзу первое в истории бобслейных соревнований золото, а в четверке с Гунтисом Осисом и Юрисом Тоне завоевали ещё и бронзу.

## Боб
Первые в мире особые сани были сконструированы в 1904 году и сделаны из дерева. Однако быстро были заменены стальными санями, которые стали называть «бобами» из-за способа, которым команды качались назад и вперёд (англ. to bob — двигаться вверх-вниз или в стороны) для увеличения скорости на прямых).
Максимальная скорость боба — 150 км/ч, но эта скорость почти никогда не достигается на официальных соревнованиях из-за особенностей трассы, которые призваны притормаживать сани. Например, на сочинской трассе было создано три контр уклона, которые гасили скорость, так что боб не мог разогнаться сильнее, чем до 135 км/ч.

### Стоимость
Стоимость одного боба:
- Стоимость монобоба и двухместного боба может быть выше 10 миллионов рублей.
- Стоимость четырёхместного боба может быть выше 15 миллионов рублей.

## Команда
Бобслейная команда сначала состояла из пяти или шести человек. Но в 1930-х годах состав сократили до двух или четырёх человек. Команда состоит из пилота, одного брейкмана или двух разгоняющих в бобах-четверках.

## Трасса

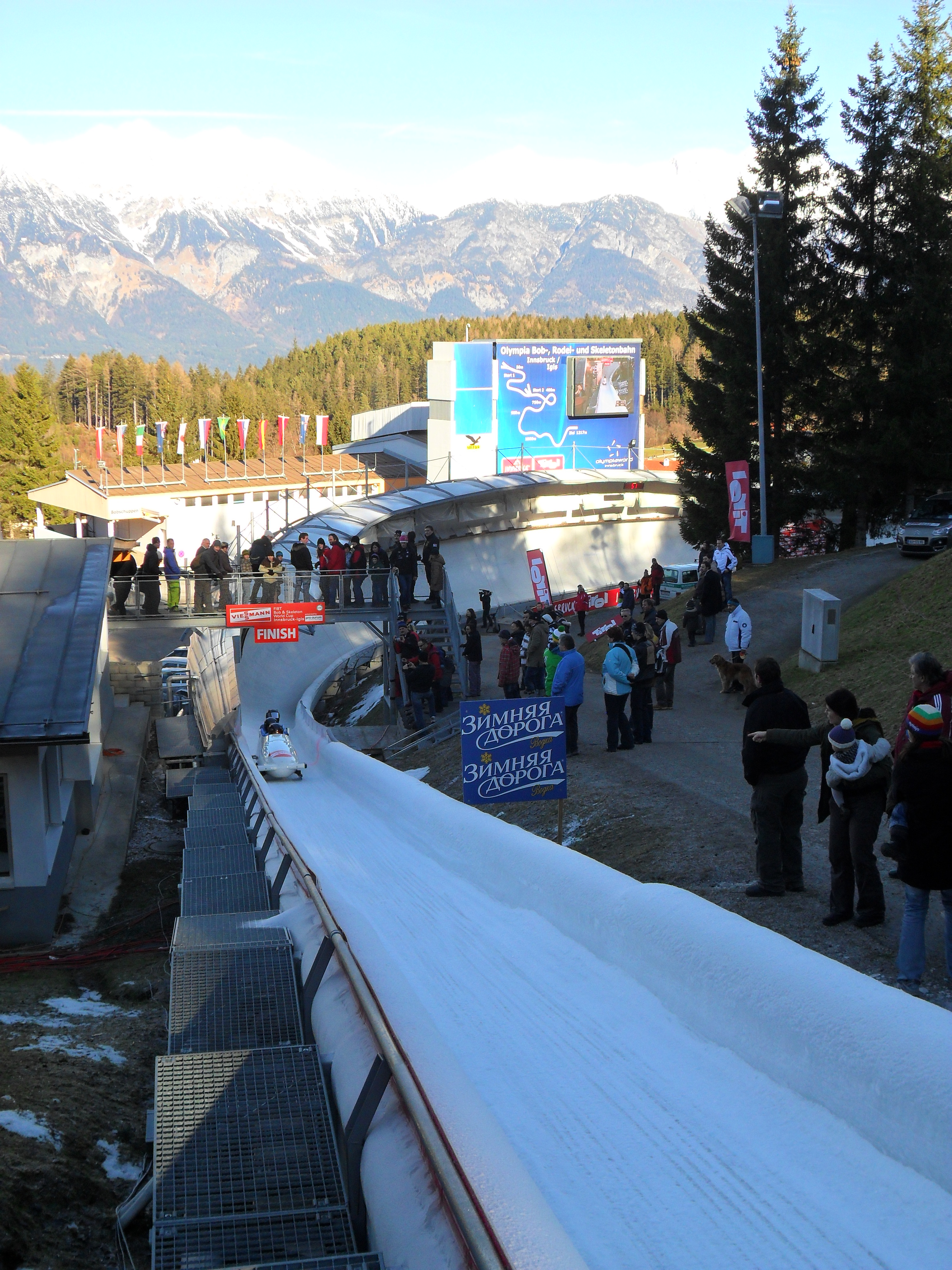
Трасса Кубка Мира по бобслею 2011 г., Австрия

Трасса для бобслея представляет собой ледяной жёлоб на железобетонном основании, имеющий различные по крутизне повороты и виражи. Трасса должна иметь по крайней мере один прямой участок и лабиринт (три последовательных поворота без прямого участка).
Длина трассы — 1500—2000 метров с 15 виражами минимального радиуса 8 метров, а перепад высот — от 130 до 150 метров.
Единственная натуральная трасса находится в Санкт-Морице.
Первая в Советском Союзе и восточной Европе санно-бобслейная трасса была построена в 1986 году в латвийском городе Сигулда.

## Организации
Международная федерация бобслея и скелетона (ФИБТ, ФИБС, IBSF) была основана в 1923 году. Сейчас она объединяет более 50 национальных федераций.
Слово тобогган, упоминаемое в названии Федерации (до 2015 г.) — это дань традиции, описывает распространенные среди индейцев Канады деревянные сани, которые в несколько изменённом виде стали использоваться как спортивный инвентарь.

## Соревнования
Чемпионаты мира по бобслею проводятся с 1924 года.
В программу зимних Олимпийских игр бобслей был включен начиная с 1924 года. Тогда соревнования проводили на четырёхместных санях, в 1928 году — на пятиместных, а начиная с 1932 года соревнования проводятся на двух- и четырёхместных санях.
В середине 1980-х появился Кубок мира.
В начале 1990-х на соревнованиях в Европе и Северной Америке дебютировали женщины.

## В России

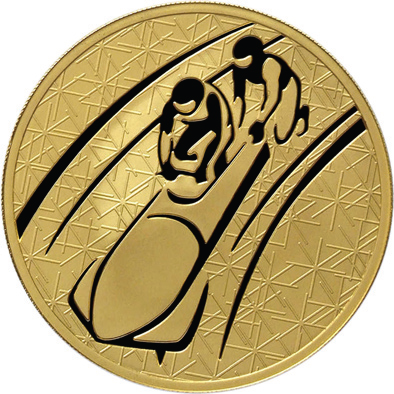
Монета Банка России 2010 г. — Серия: Зимние виды спорта: Бобслей. 200 рублей, реверс.

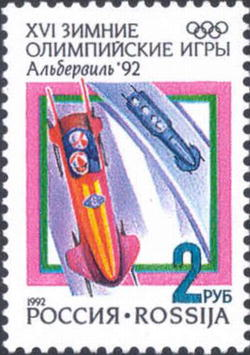
Почтовая марка России 1992 год

После распада Советского Союза Россия осталась без соответствующей международным стандартам санно-бобслейной трассы для тренировок, без материальных ресурсов для обновления парка саней для бобслея и сложившихся экипажей спортсменов. Тем не менее в 1992 году была создана Федерация бобслея России.
На старом оборудовании Россия все же выставила собственные команды на Олимпийских играх 1992, 1994 и 1998 годов, но о наградах нельзя было и мечтать: российские экипажи приходили к финишу в четвёртом десятке соревнующихся.
Однако в 1996 году началось возрождение. Сыграла роль русская смекалка: пилотов набирали из числа саночников, которым европейские трассы были знакомы, а разгоняющих искали среди легкоатлетов, по традиции советского бобслея делая ставку на разгон. Разгон и «мягкая посадка» в боб помогли российским экипажам показать высокий результат.
В России начали формировать женские экипажи, которые впервые выступили на Олимпийских играх в Солт-Лейк-Сити в 2002 году, где двойка Виктории Токовой и Кристины Бадер заняла 8-е место.
В 2014 году Россия вернула себе позиции в мировом бобслее, завоевав «золото» Олимпийских игр в Сочи в четвёрках (Александр Зубков, Дмитрий Труненков, Алексей Негодайло, Алексей Воевода) и в двойках (Александр Зубков, Алексей Воевода).
Читайте также:
- Федерация бобслея России[4] (нынешний глава — Александр Зубков)
- Список заслуженных мастеров спорта России по бобслею